# Il Mondo
«Il Mondo» es una canción con letra de Gianni Boncompagni y música de italiano Jimmy Fontana y Carlos Pes, en el año 1965 y estrenada por él mismo en ese año. La canción tiene versiones en español («El mundo») y en catalán («El món»). El cantante Engelbert Humperdinck creó una versión en inglés («My World»).
La canción «Il Mondo» (y sus distintas versiones) ha sido interpretada por numerosos cantantes y grupos, entre los que destacan: José José, Marco Antonio Muñiz, Javier Solís, Daniel Riolobos, Engelbert Humperdinck, Emilio Solo, Adriángela, Francisco, Jozz River, Seguridad Social, Los Mustang, Dyango, Monna Bell, Mauro Calderón, Appassionante, Il Volo, Sergio Dalma, Sergio Endrigo, Efecto Mariposa, Claudio Baglioni, Alfio, Patrizio Buanne, Hernan Bertapelle, Pimpinela, Vega o Isabel Pantoja